# 勒氏紅娘魚
勒氏紅娘魚，為輻鰭魚綱鮋形目牛尾魚亞目角魚科的其中一種，分布於澳洲北領地海域，棲息深度110-146公尺，體長可達12.2公分，為底棲性魚類，生活在泥底質的大陸棚海域，屬肉食性。

## 擴展閱讀
維基物種上的相關：勒氏紅娘魚